# Andrej Vladimirovič Tropillo
Andrej Vladimirovič Tropillo (in russo Андрей Владимирович Тропилло?; Leningrado, 21 marzo 1951 – Kouvola, 28 aprile 2024) è stato un tecnico del suono, musicista e produttore discografico sovietico e poi russo, considerato come il primo produttore dell'URSS secondo l'accezione globale del termine.
Fu il fondatore dell'etichetta AnTrop e diede un contributo significativo alla formazione e allo sviluppo del rock sovietico, fornendo supporto a molti musicisti presso il club di registrazione della Casa dei Giovani Tecnici, da lui diretto. Divenne noto soprattutto per esser stato il produttore dei Kino e degli Akvarium.

## Biografia
Andrej Vladimirovič Tropillo nacque a Leningrado il 21 marzo 1951, nipote della scrittrice Antonina Golubeva (seconda moglie dell'attore sovietico Sergej Filippov) e figlio di Vladimir Andreevič Tropillo, fisico ed ingegnere specializzato nella radiolocalizzazione.
Dopo la scuola, si iscrisse al Dipartimento di Fisica dell'Università Statale di Leningrado, dove incontrò per la prima volta alcuni musicisti rock. Grazie alla loro influenza, Tropillo imparò a suonare la chitarra.
Negli anni settanta conobbe diversi gruppi rock sovietici, organizzò concerti e registrazioni per i Mašina vremeni di Andrej Makarevič, imparando le basi della registrazione del suono e usando i soldi guadagnati per comprare la strumentazione. Verso la fine del decennio, iniziò a lavorare alla Casa dei pionieri e degli studenti del Krasnogvardejskij rajon di Leningrado dando lezioni di chitarra e registrazione. Con il supporto tecnico e organizzativo del leader della Casa Vladimir Vasil'evič Kašinskij, Tropillo organizzò nella stessa un proprio studio di registrazione con l'utilizzo di apparecchiature simili a quelle della casa discografica statale Melodija.
Tropillo iniziò ad invitare rock band locali alla Casa dei pionieri, a partire dagli Akvarium e i Mify, seguiti poi dai Zoopark, Kino, Strannye igry, Alisa, Televizor e Nol'. Oltre ad occuparsi delle registrazioni, Tropillo a volte si esibì come musicista e cantando nei cori. Di solito, tutto avveniva senza alcun pagamento, ovvero né Tropillo pagava i musicisti, né i musicisti pagavano lui per le registrazioni nel suo studio. Gli album venivano poi distribuiti come magnitizdaty sotto la sua etichetta non ufficiale AnTrop: le copie dei master venivano consegnate a delle cooperative che si occupavano di creare altre copie da distribuire ad altre cooperative in tutta l'Unione Sovietica. Registrò i gruppi non solo nel suo studio, ma anche ufficiosamente, utilizzando l'attrezzatura della stessa Melodija.
Nel 1985, Tropillo fu sollevato dal suo incarico alla Casa dei pionieri e il suo studio venne chiuso. Depositò temporaneamente le sue attrezzature presso il Leningradskij rok-klub prima di allestire un nuovo studio AnTrop. L'anno successivo fu pubblicato negli Stati Uniti la raccolta Red Wave del 1986 con brani registrati nello studio di Tropillo, anche se non venne menzionato il suo nome.
Nel 1987, Tropillo iniziò a lavorare per la Melodija, alla quale cedette (spesso senza il consenso dei musicisti) molti dei suoi nastri master registrati nel suo vecchio studio. Tropillo poté quindi far pubblicare ufficialmente i propri album su vinile. Nel 1989 fu nominato direttore della filiale di Leningrado della Melodija, dando l'opportunità di incidere album di debutto a quasi tutti i gruppi rock cittadini dell'epoca. Successivamente, lasciò il suo incarico di direttore. Contemporaneamente ripubblicò in vinile gli album da lui registrati degli Akvarium, Alisa e Kino su doppia etichetta AnTrop-Melodija.
Nel 1991 fondò il "Centro di produzione parrocchiale Rock and Roll della Chiesa evangelica luterana unita di Russia". Nello stesso periodo, AnTrop divenne un'etichetta ufficiale indipendente e sfruttando le imperfezioni della nuova legislazione, Tropillo pubblicò con essa gli album di gruppi rock occidentali come The Beatles, The Rolling Stones, Led Zeppelin, Black Sabbath, Sonic Youth e molti altri. Per aggirare le leggi sul copyright, modificava anche le copertine dei dischi: sulla stampa AnTrop di Sgt. Pepper's Lonely Hearts Club Band (pubblicato come Orkestr Kluba Odinokich Serdec Seržanta Peppera), Karl Marx è sostituito da un fan russo dei Beatles (menzionato come "Kolja Vasin") e il volto di Tropillo è inserito nella fila superiore. In un'intervista per il documentario How the Beatles Rocked the Kremlin della BBC, Tropillo si espresse a favore del copyleft e della pirateria musicale:
Negli anni Novanta iniziò a produrre audiocassette e nel 1999 costruì uno stabilimento per la produzione di compact disc.
Successivamente, alcuni gruppi rock russi ebbero seri disaccordi con Andrej Tropillo in merito a diritti d'autore e royalties, arrivando anche in tribunale. Tuttavia, molti musicisti famosi come gli Akvarium, Jurij Ševčuk e Konstantin Kinčev riconobbero e apprezzarono il suo contributo alla musica rock russa.
Il batterista del gruppo Zoopark, Valerij Kirilov fu inizialmente critico nei confronti dell'attività di Tropillo, ma in seguito cambiò idea:
Nel 2022 Tropillo si trasferì a Kouvola, in Finlandia, dove morì il 28 aprile 2024 nel suo appartamento all'età di 73 anni. Fu sepolto nel cimitero di Smolenskoe a San Pietroburgo.

## Discografia
1978
- Den' roždenija — Mašina vremeni

1979
- Malen'kij princ — Mašina vremeni

1980
- Proščaj, čërnaja subbota — Jurij Stepanov

1981
- Moskva — Leningrad — Mašina vremeni
- Doroga domoj — Mify
- Sinij al'bom — Akvarium
- Istorija Akvariuma. Tom II. Ėlektričestvo — Akvarium
- Treugol'nik — Akvarium

1982
- Nesostojavšijsja koncert — Andrej Vadimovič Makarevič
- Dym — Piknik
- Tabu — Akvarium
- Istorija Akvariuma. Tom I. Akustika — Akvarium
- 45 — Kino
- Strasti po Innokentiju — Ol'ga Peršina
- Exercises — Vladimir Čekasin, Sergej Kurëchin e Boris Grebenščikov

1983
- Radio Afrika — Akvarium
- Uezdnyj gorod N — Zoopark
- Zal ožidanija — Manufaktura
- Metamorfozy — Strannye igry

1984
- Tanec volka — Piknik
- Den' Serebra — Akvarium
- Belaja polosa — Zoopark
- Načal'nik Kamčatki — Kino
- Ubljuž'ja dolja — Oblačnyj kraj
- Žuk na rasčëske — Tamburin

1985
- Šestvie ryb — Televizor
- Stremja i ljudi — Oblačnyj kraj
- Kolësiko — Vladimir Levi

1986
- Deti Dekabrja — Akvarium
- Noč' — Kino
- Ėnergija — Alisa
- Smotri v oba — Strannye igry
- Muzyka dračëvych napil'nikov — Nol'

1987
- Blok ada — Alisa
- Ottepel' — DDT
- Glasnost' — Obʺekt nasmešek
- Rejgan-provokator — Avtomatičeskie udovletvoriteli
- Muzyka dlja mërtvych — Televizor
- Ja - intelligent — Ë
- Kamni Sankt-Peterburga — Nikolaj Korzinin